# Pailhès (Ariège)
Pailhès is een gemeente in het Franse departement Ariège (regio Occitanie) en telt 297 inwoners (1999). De plaats maakt deel uit van het arrondissement Pamiers.

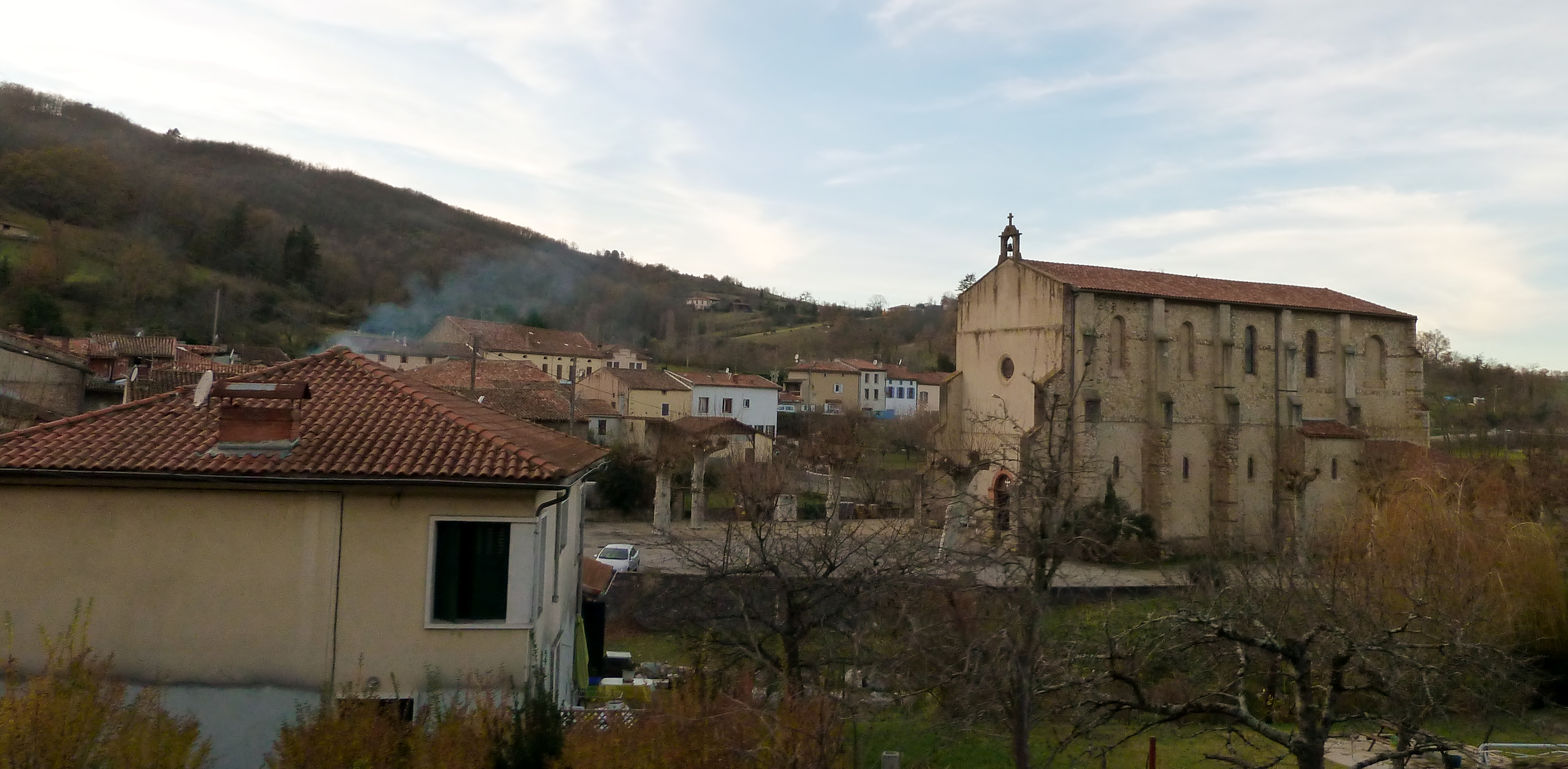
Pailhès
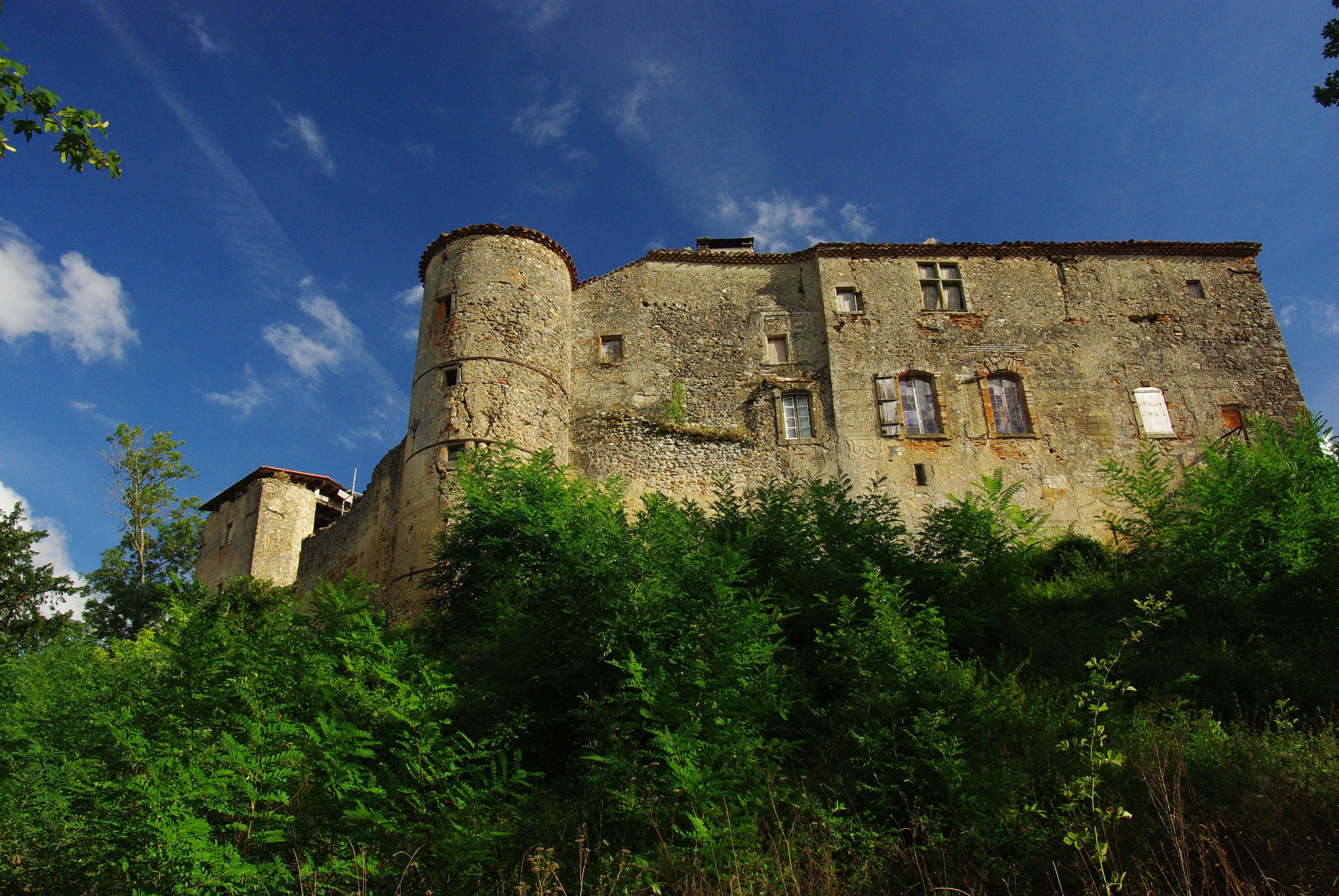
Kasteel van Pailhès
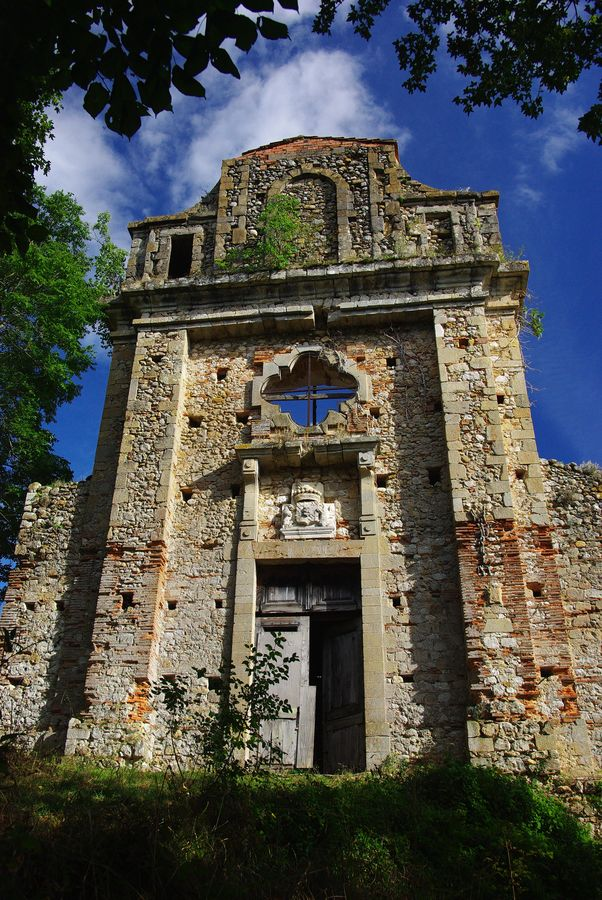
Kapel bij het kasteel van Pailhès

## Geografie
De oppervlakte van Pailhès bedraagt 21,6 km², de bevolkingsdichtheid is 13,7 inwoners per km².

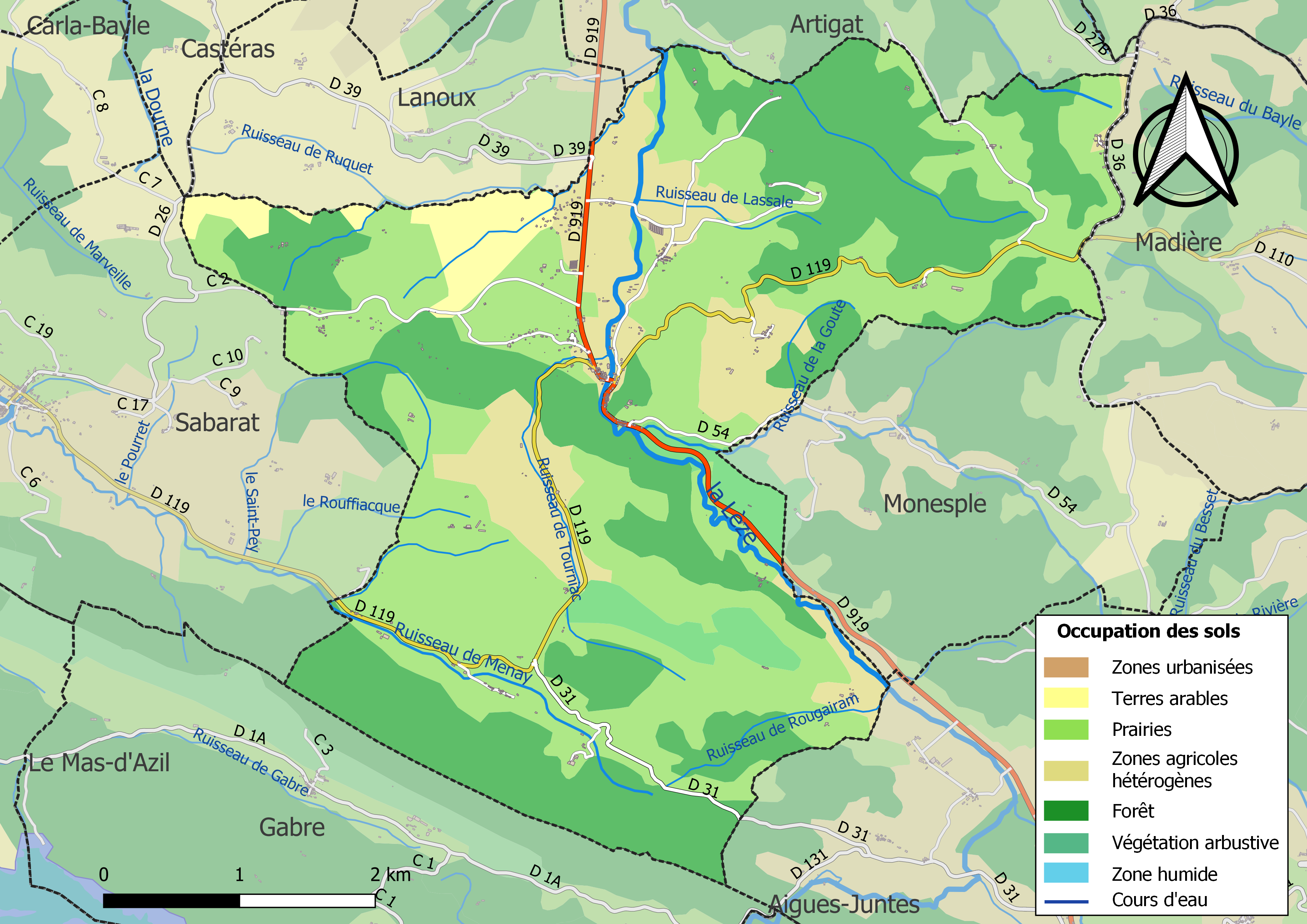
Kaart van de gemeente met de belangrijkste infrastructuur, bodemgebruik en omliggende gemeenten

## Demografie
Onderstaande figuur toont het verloop van het inwonertal (bron: INSEE-tellingen).

Vanwege een beveiligingsprobleem met de MediaWiki Graph-software is het momenteel niet mogelijk deze grafiek weer te geven. Zodra de software is bijgewerkt zal de grafiek vanzelf weer zichtbaar worden.